# Castelfidardo (cacciatorpediniere)
Il Castelfidardo è stato un cacciatorpediniere (e successivamente una torpediniera) della Regia Marina. Dopo la cattura da parte tedesca ha prestato servizio nella Kriegsmarine come TA 16.

## Storia

### Gli anni venti e trenta
Costruito tra il luglio 1920 e il marzo 1924, il Castelfidardo apparteneva alla classe Curtatone. Una volta operativa l'unità fu assegnata alla II Squadriglia Cacciatorpediniere, inquadrata nel Dipartimento di La Spezia, svolgendo l'usuale periodo di iniziale attività addestrativa.
Nel 1929 il cacciatorpediniere, insieme ai gemelli Monzambano, Curtatone e Calatafimi, costituiva la VIII Squadriglia Cacciatorpediniere, che, insieme alla VII Squadriglia (composta dalle unità della classe Palestro) e all'esploratore Augusto Riboty, formava la 4ª Flottiglia Cacciatorpediniere, appartenente alla II Divisione Siluranti, facente parte della 2ª Squadra Navale avente base a Taranto. Nel 1931 il Castelfidardo, insieme al Riboty, al Calatafimi e alle torpediniere Ippolito Nievo e Fratelli Cairoli, formava la 3ª Flottiglia Cacciatorpediniere, inquadrata nella IV Divisione Navale.
Dal 1929 al 1932 il Castelfidardo fu in disponibilità (in riserva), mentre dal 1932 al 1936 compì vari viaggi che lo portarono a Tripoli, a Costanza, in Libia, in Grecia, nel Dodecaneso e in Nord Africa.
Nel 1930 il Castelfidardo fu temporaneamente posto in disarmo e quindi sottoposto a lavori di modifica che videro l'innalzamento del fumaiolo prodiero.
A metà anni trenta fu comandante della nave il tenente di vascello Ener Bettica. Nel 1936 il cacciatorpediniere passò al dipartimento di Livorno, tornando poi, nel corso dello stesso anno, a quello di La Spezia.
Dal 1937 al 1939 il Castelfidardo ebbe base a Brindisi e fu impiegato insieme come nave appoggio sommergibili. Il 1º ottobre 1938 l'unità fu declassata a torpediniera.
Tra il 1939 e il 1940 la nave, al pari delle altre unità della classe, fu sottoposta ad altri lavori di modifica, che comportarono la sostituzione dei due cannoni da 76/30 mm Armstrong 1914 con 2 (o 4) mitragliere singole Scotti-Isotta-Fraschini 20/70 1939 (collocate al posto dei cannoni) e 2 da 8/80 mm (sistemate sul castello). Successivamente vennero imbarcati anche due scaricabombe antisom per bombe di profondità.

### La seconda guerra mondiale

#### 1940
All'ingresso dell'Italia nella seconda guerra mondiale, il 10 giugno 1940, la Castelfidardo faceva parte della XVI Squadriglia Torpediniere (che formava insieme alle gemelle Monzambano, Curtatone e Calatafimi e alle anziane torpediniere Giacinto Carini e Giuseppe La Masa), avente base a La Spezia. Durante il conflitto l'unità operò nell'Adriatico meridionale e nel Mar Egeo, venendo impiegata principalmente per missioni di scorta.
Il 20 agosto 1940, infatti, con la costituzione del Comando Superiore Traffico Albania (Maritrafalba), divenuto attivo dal 5 settembre successivo, la Castelfidardo venne dislocata a Brindisi e assegnata, con altre unità (due anziani cacciatorpediniere, altre nove torpediniere, tre incrociatori ausiliari e la XIII Squadriglia MAS), a tale Comando, che la adibì a compiti di scorta convogli nel Basso Adriatico, tra Italia e Albania.
Il 5 settembre 1940 la nave iniziò la prima missione di scorta agli ordini di Maritrafalba, scortando da Bari a Durazzo i piroscafi Perla e Antonietta Costa con a bordo 52 militari e 2100 tonnellate di carrette, automobili, motociclette, biciclette e quadrupedi (questi ultimi in numero di 671). Due giorni dopo la torpediniera rientrò da Durazzo a Bari scortando la piccola nave cisterna Abruzzi, il piroscafo da carico Premuda e l'Antonietta Costa, che tornavano scarichi in Italia.
Il 10 settembre la Castelfidardo scortò i piroscafi Polcevera e G. Costa, carichi di 4000 tonnellate di rifornimenti (e più precisamente artiglierie, armi leggere, 19 autoveicoli e materiale di altro genere) da Bari a Valona, via Brindisi. L'indomani l'unità, insieme all'incrociatore ausiliario Capitano A. Cecchi, scortò da Valona a Brindisi e quindi a Bari i piroscafi Nautilus e Pontinia, di ritorno vuoti.

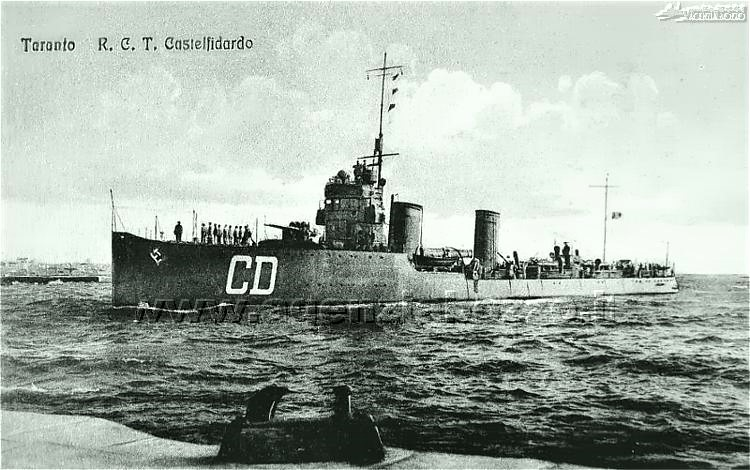
Il Castelfidardo fotografato nella configurazione originale, intorno al 1925.

Il 15 settembre la torpediniera fu di scorta alla motonave postale Filippo Grimani, in navigazione da Brindisi a Durazzo, e più tardi nella stessa giornata scortò la gemella della Grimani, la Piero Foscari, sulla rotta inversa. L'indomani la Castelfidardo scortò di nuovo la Foscari da Brindisi a Durazzo e poi la Grimani da Durazzo a Brindsi. Il 23 settembre la Castelfidardo, unitamente al Capitano Cecchi e alla più recente torpediniera Polluce, scortò da Bari a Durazzo le motonavi Catalani e Viminale, che trasportavano 2112 uomini e 70 tonnellate di materiali.
Il 12 ottobre 1940 Maritrafalba venne sciolto, ma già il 21 ottobre tale comando venne ricostituito, e la Castelfidardo venne nuovamente posta alle sue dipendenze (unitamente ai due anziani cacciatorpediniere, altre nove torpediniere, quattro incrociatori ausiliari e la XIII Squadriglia MAS) per compiti di scorta convogli e caccia antisommergibile, nonché di soccorso.
Nel mese di dicembre la torpediniera bombardò con le proprie artiglierie delle installazioni militari sulla costa della Grecia. Alle 5:30 del 6 dicembre la Castelfidardo, che stava arrivando a Brindisi, proveniente da Taranto, ricevette l'ordine di dirigere sul punto del siluramento del piroscafo Olimpia (alle 4:55 tale nave, in navigazione da Durazzo, da dov'era partita alle 23:45 del giorno precedente, a Brindisi insieme al piroscafo Carnia e al cacciatorpediniere Augusto Riboty, era stata colpita da uno o due siluri lanciati dal sommergibile britannico Triton (per altre fonti Regulus) nel punto 41°06' N e 18°39' E, ad una quarantina di miglia da Brindisi) per dare la caccia al sommergibile attaccante. La ricerca dell'unità nemica, cui parteciparono anche il MAS 512 e la XIII Squadriglia MAS, fu infruttuosa (mentre l'Olimpia poté essere rimorchiato in salvo a Brindisi).
L'8 dicembre la Castelfidardo, insieme all'incrociatore ausiliario Barletta, scortò da Bari, da dove partì alle 00:30, a Durazzo, dove giunse alle 11:15, l'incrociatore ausiliario Arborea, impiegato come trasporto, e i piroscafi Galilea e Aventino (i tre mercantili trasportavano in tutto 2755 uomini, 145 quadrupedi e 104 tonnellate di rifornimenti). La nave lasciò Durazzo alle 2:00 del 10 dicembre, di scorta al Galilea e alle motonavi Verdi e Puccini, che rientravano scariche a Bari, dove giunsero alle 18:30.
La Castelfidardo ripartì da Bari a mezzanotte del 15 dicembre, insieme all'incrociatore ausiliario Brindisi, scortando a Valona, dove giunse all'una del pomeriggio del giorno stesso, Verdi, Galilea, Puccini e Arborea, con a bordo il primo scaglione della Divisione Fanteria «Acqui», ossia 3936 uomini e 80 tonnellate di materiali. La torpediniera lasciò Valona alle 8:30 del 17 dicembre, unitamente all'incrociatore ausiliario Città di Genova, per scortare a Brindisi i piroscafi Piemonte e Galilea e le motonavi Città di Savona, Verdi e Puccini, di ritorno vuote. Giunto a Brindisi alle 16:45, il convoglio vi lasciò il Piemonte e proseguì per Bari, ma la Castelfidardo dovette lasciare la formazione e tornare a Brindisi a causa delle avverse condizioni meteomarine.
Il 22 dicembre, alle 23:30, la nave salpò da Brindisi alla volta di Bari, scortando i piroscafi scarichi Sant'Agata ed Hermada, con i quali giunse in porto alle 11:30 del mattino successivo. Due giorni più tardi, la vigilia di Natale, la Castelfidardo lasciò Bari alle 00:30 insieme al Capitano Cecchi, scortando i piroscafi Quirinale e Marin Sanudo e le motonavi Donizetti e Città di Savona, con il primo scaglione della Divisione Fanteria «Brennero» (2663 uomini, 186 autoveicoli e 558,5 tonnellate di materiali), a Durazzo, dove arrivarono alle 15:15 dello stesso giorno. Alle 18:30 del 26 dicembre la Castelfidardo ripartì dal porto albanese scortando i piroscafi scarichi Carnia e Monstella, con i quali giunse a Bari alle 9.30 del 27.
Alle 10:36 del 28 dicembre la Castelfidardo partì da Bari per Brindisi, dove giunse alle 16 dello stesso giorno, scortando il Galilea, vuoto. La torpediniera salpò da Brindisi alle 23:05 del giorno seguente, insieme al Brindisi, per scortare a Durazzo la Viminale e i piroscafi Zena e Monrosa, arrivando a destinazione alle 9:00 del 30 dicembre. Alle 7:00 del 31 dicembre la nave lasciò Valona, dove si era spostata, per scortare a Brindisi i piroscafi Absirtea e Argentina e la motonave Città di Agrigento. Il convoglio, giunto a Brindisi alle 23:05 di quello stesso giorno, fu l'ultimo ad arrivare nel porto pugliese prima dell'anno nuovo.

#### 1941
Alle 3:00 del 2 gennaio la Castelfidardo lasciò Brindisi insieme al Brindisi, scortando a Valona la motonave Città di Trapani e il piroscafo Aprilia, aventi a bordo 497 uomini e 1111 tonnellate di vestiario, provviste e altri rifornimenti. Il convoglio giunse a destinazione alle 17:40, e la torpediniera ripartì da Valona alle 12:30 del 4 gennaio, di scorta ai piroscafi Zena (scarico) e Luisa (adibito al traffico civile), con i quali giunse a Brindisi alle 23:35 dello stesso giorno.
La torpediniera ripartì da Brindisi alle 4:45 del 6 gennaio, di scorta ai piroscafi Titania e Dea Mazzella (quest'ultimo assegnato al traffico civile), cui più tardi si aggiunse il piroscafo Verbano. Il convoglio, il cui carico complessivo assommava a 92 uomini, 649 quadrupedi e 156 tonnellate di rifornimenti, arrivò a Valona alle 15:15 di quel giorno. La Castelfidardo ne ripartì già alle 14 del 7 gennaio, scortando i piroscafi vuoti Piemonte e Galilea a Brindisi, dove giunse alle 21:30.
Il 10 gennaio, alle 11:45, la nave salpò da Brindisi unitamente al Brindisi, per scortare a Valona il piroscafo Piemonte e la motonave Città di Agrigento, aventi a bordo 3148 uomini, un automezzo, nove quadrupedi e 380 tonnellate di munizioni e altri rifornimenti: il convoglio giunse in porto alle 20:05. Due giorni più tardi la Castelfidardo, tornata in Italia, scortò da Bari a Brindisi la Città di Agrigento e i piroscafi Milano e Monstella, scarichi.
Il 24 gennaio la torpediniera, unitamente all'incrociatore ausiliario Egeo, salpò da Bari a mezzanotte e mezza, di scorta al piroscafo Quirinale e alle motonavi Città di Savona e Puccini, aventi a bordo 1911 uomini e 765 tonnellate di rifornimenti. Le navi arrivarono a Durazzo alle 14 di quel giorno. L'indomani alle 20 la Castelfidardo lasciò Durazzo scortando il piroscafo Quirinale e le motonavi Barbarigo e Città di Savona, che rientravano scariche a Bari, dove arrivarono dopo dodici ore, alle 8:00 del 26.

La torpediniera in navigazione nel 1941

Alle 21 del 26 gennaio la nave, insieme al Città di Genova, salpò da Bari per scortare a Durazzo le motonavi Verdi e Donizetti e i piroscafi Argentina e Città di Tripoli, aventi a bordo il primo scaglione della Divisione Fanteria «Cagliari», costituito da 2634 uomini e 1162 tonnellate di materiali: il convoglio giunse a destinazione alle 9:15 del 27. Il 27, alle 20:40, la Castelfidardo lasciò Durazzo di scorta a Verdi, Argentina e Città di Tripoli, che tornavano vuoti a Bari, dove giunsero alle 9:30 del 28.
Il 28 gennaio, alle 19:00, l'unità lasciò Bari di scorta ai piroscafi Tagliamento, Mameli e Vesta e alla motonave Narenta, con un carico di munizioni (sul Vesta), 998 quadrupedi, 3963 tonnellate di provviste e 286 di altri rifornimenti. Il convoglio arrivò a Durazzo alle 8:00 del 29. La torpediniera ripartì dal porto albanese alle 9:30 dello stesso 29 gennaio, di scorta alle motonavi scariche Rossini, Puccini e Città di Savona, con le quali arrivò a Bari alle 22.
Il 2 febbraio la Castelfidardo e il Barletta partirono da Barletta scortando i piroscafi Sant'Agata, Contarini e Rosandra, con a bordo 667 quadrupedi, 190 tonnellate di viveri e 64 di carne congelata: dopo aver fatto scalo a Bari, il convoglio raggiunse Durazzo. Alle 17:15 del 5 febbraio l'unità ripartì da Durazzo per Bari, scortando Verdi, Milano e Sant'Agata, vuoti, e arrivando a Bari alle 5:10 del 6 febbraio.
Tornata in Albania, alle 4:00 del 9 febbraio la nave salpò da Durazzo di scorta ai piroscafi scarichi Milano, Aventino e Quirinale, con i quali giunse a Bari alle 16:35 dello stesso giorno. La Castelfidardo partì da Bari alle 3:00 del 12 febbraio, scortando i piroscafi Milano e Aventino. Al largo di Brindisi, nel punto X, si aggregarono al convoglio le motonavi Verdi e Marin Sanudo e l'incrociatore ausiliario Egeo, assegnato alla loro scorta, provenienti da Brindisi: riunite in un unico convoglio, le navi (con a bordo 3086 militari, 203 quadrupedi, 101 automezzi e 648 tonnellate di rifornimenti) giunsero a Durazzo alle 14:30 di quello stesso giorno. La torpediniera ripartì da Durazzo alle 8:15 del 15 febbraio, scortando a Bari, dove arrivò alle 22:00, i mercantili vuoti Verdi, Aventino e Milano.
La Castelfidardo lasciò Bari alle 2:00 del 16 febbraio, insieme all'incrociatore ausiliario Brioni, scortando a Durazzo le motonavi Puccini, Città di Bastia, Città di Savona e Città di Tripoli: il convoglio, con 2957 militari e 392 tonnellate di rifornimenti, giunse a destinazione alle 16 dello stesso giorno. Il 17 febbraio, alle 18:15, la torpediniera salpò da Durazzo di scorta a Città di Bastia, Città di Savona e Puccini, scariche, arrivando a Bari alle 8:15 del 18 febbraio.
Alle 3:00 del 19 febbraio la torpediniera, unitamente al Capitano Cecchi, salpò da Bari scortando la motonave Rossini e i piroscafi Titania, Zena e Rosandra, aventi a bordo 1600 operai (sul Rosandra), 922 militari, 1160 quadrupedi e 436 tonnellate di materiali. Il convoglio arrivò a Durazzo alle 17:15 dello stesso giorno, e la Castelfidardo ne ripartì alle 9:30 del 24, scortando a Bari, dove giunse alle 9:00 del 25, i piroscafi vuoti Rinucci, Neghelli e Carmela.
L'8 marzo la nave scortò da Brindisi a Valona i piroscafi Piemonte e Sant'Agata e la pirocisterna Conte di Misurata, con a bordo 2879 uomini di truppa, 693 quadrupedi, otto automezzi e 395 tonnellate di rifornimenti. Lo stesso giorno, alle 14:15, la torpediniera lasciò Valona insieme all'incrociatore ausiliario Francesco Morosini, scortando a Brindisi i piroscafi Francesco Crispi e Galilea, la motonave Viminale e il motopeschereccio Genepesca II, e arrivando a Brindisi alle 21:05.
Tornata a Valona, la Castelfidardo ne ripartì il 10 marzo, alle 7:00, per scortare a Brindisi la motonave Città di Marsala e i piroscafi Sant'Agata e Monstella, scarichi: le navi arrivarono in porto dopo dieci ore di navigazione. L'indomani, alle 5:20, la nave lasciò Brindisi insieme al Morosini, scortando a Valona, dove giunsero a mezzogiorno, i trasporti truppe Viminale, Galilea e Crispi, con a bordo 3305 militari, 9 autoveicoli e 325 tonnellate di materiali. Il 12 marzo, alle 7:00, la torpediniera ripartì da Valona scortando a Brindisi i piroscafi vuoti Aprilia, Diana e Stampalia: le navi arrivarono a destinazione alle 16:20 di quello stesso giorno.
Alle 23 del 15 marzo la nave salpò da Bari di scorta ai piroscafi Zena, Absirtea e Monstella, con 197 militari, 1537 quadrupedi e 128 tonnellate di materiali a bordo. Il convoglio raggiunse Durazzo alle 13:15 del giorno seguente. La Castelfidardo lasciò Durazzo alle 7:00 del 17, scortando le motonavi Donizetti, con 236 feriti lievi, e Barbarigo, vuota, e il piroscafo Laura C., vuoto, e arrivando a Bari alle 22:45.
La torpediniera ripartì dal porto pugliese alle 23:00 del 19 marzo, insieme al Brioni, per scortare a Durazzo le motonavi Donizetti, Narenta, Città di Bastia e Città di Tripoli, con il primo scaglione della Divisione Fanteria «Firenze»: 1986 uomini e 612 tonnellate di materiali della Divisione e di altri rifornimenti. Le navi giunsero a destinazione alle 15:15 del 20, e la Castelfidardo ripartì da Durazzo alle sette del 21 marzo, scortando le motonavi Città di Tripoli (avente a bordo 231 feriti leggeri) e Città di Bastia e il piroscafo Tagliamento: il convoglio giunse a Bari alle 21:30.
Alle 23 del 22 marzo (o alle 00:00 del 23 marzo) l'unità, al comando del tenente di vascello di complemento Gennaro Greco, lasciò Bari alla volta di Durazzo (facendo scalo a Brindisi), scortando i piroscafi Carnia, Monstella e Vesta, con a bordo 89 militari, 89 automezzi, 66 quadrupedi, 2773 tonnellate di munizioni e 958,5 di altri rifornimenti, e Anna Capano, adibito a servizio civile. Alle 10:28 del 23, tuttavia, nel punto 40°57' N e 18°32' E (una trentina di miglia a nordest di Brindisi e altrettante da Capo Gallo, vicino alla città pugliese), il convoglio venne attaccato dal sommergibile greco Triton, che lanciò quattro siluri contro il Carnia, che era in testa al convoglio: il Monstella, pur essendo in coda, avvistò per primo i siluri e lanciò il segnale d'avvistamento, per poi accostare rapidamente verso il punto in cui doveva verosimilmente essere il Triton. Anche le altre unità eseguirono tale accostata (l'Anna Capano evitò tre siluri), che permise al Carnia di evitare due delle armi, che passarono a pochissima distanza dalla prua, ma subito dopo il piroscafo fu colpito da due siluri, uno dei quali non esplose, mentre il secondo detonò sul lato sinistro, a poppa. Il comandante del piroscafo, verificata la situazione e ritenendo la nave perduta, contattò il comandante Greco e, d'accordo con lui, fece abbandonare la nave sulle imbarcazioni. La Castelfidardo lanciò cariche di profondità sulla presunta posizione del sommergibile, ordinò agli altri tre piroscafi di proseguire (le tre navi, raggiunte dalla torpediniera Solferino, arrivarono a Durazzo alle 16.30) e prese a bordo l'equipaggio della nave colpita. Dato che questa, tuttavia, rimaneva a galla, dopo un'ora il comandante e alcuni uomini tornarono a bordo per tentare il rimorchio, e alle 11:50 la Castelfidardo comunicò a Maritrafalba che la nave galleggiava ancora. Alle 14:53 le due navi vennero raggiunte dall'anziano cacciatorpediniere Carlo Mirabello, dirottato da Maritrafalba, che alle 16 prese a rimorchio il Carnia tentando di portarlo verso Brindisi alla velocità di 4,5 nodi. Sopraggiunsero poi due rimorchiatori fatti partire alle 14:15 da Brindisi, e alle 17:40, dopo la rottura del cavo di rimorchio a causa del peggioramento delle condizioni meteomarine, fu uno di essi, il Bagnoli, a prendere nuovamente a rimorchio il Carnia. Alle 21:40, dopo una navigazione sempre più difficoltosa ma sino ad allora regolare, il Carnia si appoppò in maniera più netta e improvvisa e alle 21:45 il piroscafo s'inabissò in posizione 40°58' N e 18°27' E, 28 miglia a nordest di Brindisi (e 30 a nordest di Capo Gallo).

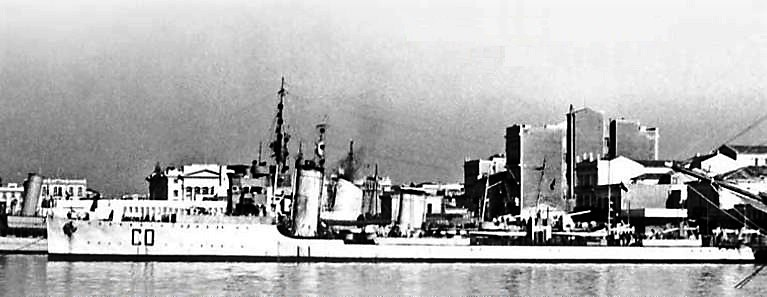
La Castelfidardo al Pireo il 13 dicembre 1941.

Il 30 marzo, alle 22:30, la Castelfidardo partì da Brindisi scortando i piroscafi Scarpanto, Tripolino, Luigi Martini e Marirosa, diretti a Valona con 154 militari, 1022 quadrupedi, 988 tonnellate di provviste e 90 di altri rifornimenti. Lo Scarpanto e il Martini, tuttavia, dovettero rientrare a Brindisi a causa del mare mosso, mentre il resto del convoglio raggiunse Valona alle 10:45 del 31 marzo.
Tornata a Bari, la torpediniera ne ripartì alle 21 del 5 aprile, scortando a Durazzo i piroscafi Maddalena, con 4804 tonnellate di rifornimenti, ed Enrico, adibito a traffico civile. Il convoglio arrivò in porto alle 18 del 6 aprile, e già un'ora e venti minuti più tardi la Castelfidardo prese di nuovo il mare, lasciando Durazzo di scorta ai piroscafi scarichi Polcevera, Bucintoro e Loreto e arrivando a Bari alle 21:30 del 7 aprile.
Il 12 aprile, alle 23:00, la torpediniera partì da Bari alla volta di Durazzo, scortando i piroscafi Zena e Tagliamento e la motonave Maria, aventi a bordo 118 uomini, 160 automezzi, 616 quadrupedi e altri rifornimenti: il convoglio giunse nel porto albanese alle 16:00 del giorno successivo. Due giorni più tardi, alle 5:15 del 14 aprile, la Castelfidardo lasciò Durazzo alla volta di Bari, dove arrivò alle 4:00 del 15, scortando i piroscafi scarichi Bottiglieri, Rinucci, Miseno e Costante C..
La torpediniera ripartì da Bari alle 22:30 del 15 aprile, insieme al Barletta, di scorta alle motonavi Città di Alessandria, Città di Bastia, Città di Trapani e Donizetti, con 2887 uomini e 785 tonnellate di rifornimenti. Il convoglio arrivò a Durazzo alle 17:30 del 16. La Castelfidardo ripartì da Durazzo alle 8:30 del 17 aprile, unitamente al Brindisi, scortando a Bari il piroscafo Monstella e le motonavi Città di Alessandria e Città di Trapani, scariche, che arrivarono a Bari all'1:15 del 18. La torpediniera si trasferì subito a Brindisi e rilevò il Capitano Cecchi nella scorta di un convoglio composto dalle motonavi Narenta e Riv e dal piroscafo Casaregis (il cui carico ammontava in tutto a 504 uomini, 234 automezzi e 1402 tonnellate di rifornimenti), proveniente da Bari (da dov'era partito alle 23) e diretto a Durazzo (dove giunse alle 16:15 del 18). Alle 8:00 del 19 aprile la nave ripartì da Durazzo, scortando a Brindisi (da dove proseguirono per Bari, arrivandovi alle 6:15 del 20) i piroscafi vuoti Gala e Laura C..
Il 21 aprile, alle 20:50, la Castelfidardo salpò da Bari insieme al Brindisi, per scortare a Durazzo la motonave Città di Tripoli e i piroscafi Quirinale, Bolsena e Istria, carichi di 1834 uomini e 280 tonnellate di benzina e altri materiali: il convoglio arrivò a destinazione alle 11:30 del giorno successivo, e lo stesso 22 aprile, alle 21:15, la torpediniera ripartì da Durazzo scortando i piroscafi Armando e Albachiara e la motonave Maria, scariche, arrivando a Bari alle 9:30 del 23.
Il 5 maggio 1941 la nave, inquadrata nella XVI Squadriglia Torpediniere con le gemelle Curtatone, Monzambano e Calatafimi, venne posta alle dipendenze del neocostituito Comando Gruppo Navale dell'Egeo Settentrionale (Marisudest), con sede ad Atene e area operativa nel Mar Egeo in cooperazione con la Kriegsmarine. La nave svolse quindi servizio di scorta (nonché caccia antisommergibile e posa di mine) in Egeo.
Il 30 giugno la nave, insieme alla Monzambano, scortò da Candia al Pireo i piroscafi tedeschi Livorno, Spezia, Savona e Icnusa, con personale e materiale della Wehrmacht. Il 3 luglio le due torpediniere, insieme ad una terza, la Sirio, scortarono dal Pireo a Suda altri quattro mercantili tedeschi, i piroscafi Pierluigi, Talowa e Delos e la nave cisterna Ossag, con personale, materiale e carburante della Wehrmacht.
Il 10 luglio la Castelfidardo scortò dal Pireo a Suda il piroscafo tedesco Salzburg e la nave cisterna Strombo, ma quest'ultima venne attaccata dal sommergibile HMS Torbay (per altra fonte dal greco Parthion), con due siluri, nel canale di Zea (tra l'Attica e l'isola di Zea, e colpita. Benché danneggiata (tra l'equipaggio vi furono due dispersi), la nave poté essere rimorchiata a Salamina dalla Monzambano, inviata sul posto. Una settimana più tardi la torpediniera scortò da Suda a Salonicco il piroscafo tedesco Jalowa, con personale e materiali tedeschi.
Il 10 agosto l'unità scortò dal Pireo a Suda i piroscafi tedeschi Delos, Hercules e Taxiarkis, con truppe e materiali della Wehrmacht, mentre il 17 agosto la nave, insieme alla torpediniera Sagittario, scortò, sempre dal Pireo a Suda, i piroscafi tedeschi Cordelia, Procida e Trapani, anch'essi carichi di personale e materiale delle forze tedesche. Il 19 agosto la Castelfidardo e il Città di Genova scortarono da Suda a Candia il piroscafo tedesco H 1, parimenti con un personale e materiale tedeschi.
Il 2 ottobre la torpediniera scortò dal Pireo a Porto Larmes il piroscafo Livenza. L'indomani la nave, insieme al cacciatorpediniere Quintino Sella, scortò dal Pireo a Candia la nave cisterna Rondine. Il 6 ottobre Castelfidardo e Sella scortarono la Rondine da Iraklion a Suda. Il 7 ottobre 1941 la nave scortò da Suda (da dove partì alle 8:30) al Pireo, insieme al Sella, i piroscafi tedeschi Trapani e Salzburg, anch'essi con truppe e rifornimenti per le forze tedesche, eludendo anche un attacco da parte del sommergibile HMS Talisman, che alle 11:59 di quel giorno lanciò infruttuosamente tre siluri, in posizione 35°43' N e 24°00' E (una quindicina di miglia a sud di Suda), contro il Trapani (due) e il Salzburg (uno): alle 12:02 si verificò un'esplosione, ma nessun piroscafo fu colpito (anche se una delle armi sfiorò il Trapani), e alle 12:09 il Sella attaccò il Talisman con bombe di profondità, proseguendo per mezz'ora.

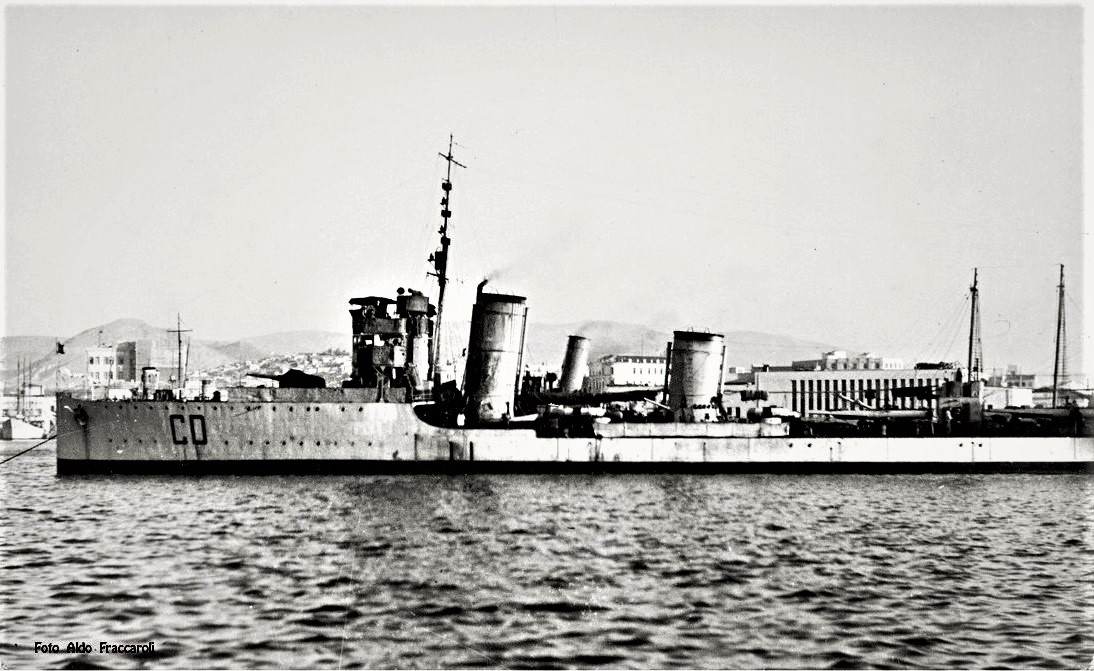
Un'altra foto della torpediniera al Pireo, il 14 dicembre 1941.

L'11 ottobre la Castelfidardo, la Calatafimi, il Sella e la torpediniera Lupo scortarono dal Pireo a Kavaliani (vicino a Salonicco) i piroscafi Trapani, Elli, Caterina M. e Volodda, carichi di personale e materiale della Wehrmacht (Elli e Trapani proseguirono da soli per Salonicco). Sei giorni più tardi Castelfidardo e Calatafimi scortarono dai Dardanelli al Pireo le navi cisterna Balčik, bulgara, e Balkan, rumena: il convoglio venne tuttavia attaccato dal sommergibile britannico Thunderbolt. L'unità nemica, avvistato il convoglio (ma solo i due mercantili) alle 10:11 del 18 ottobre in posizione 37°41' N e 23°51' E, con rilevamento 145°, alle 11:08 lanciò tre siluri contro la Balčik, da una distanza di circa 1000 metri. La petroliera fu tuttavia mancata, e dalle 11:44 alle 12:05 le unità di scorta gettarono undici bombe di profondità sul punto in cui si trovava il sommergibile (senza tuttavia danneggiarlo), per allontanarsi solo all'una del pomeriggio.
Il 22 ottobre la Castelfidardo scortò dal Pireo a Suda il piroscafo germanico Santa Fè, con a bordo personale e materiale delle forze tedesche, mentre il 25 ottobre l'unità scortò da Candia a Suda il piroscafo tedesco Delos, con personale e materiali tedeschi, e l'indomani fu di scorta al piroscafo tedesco Itaca, in navigazione da Suda al Pireo sempre con personale e rifornimenti per la Wehrmacht. Il 31 ottobre Castelfidardo e Monzambano scortarono da Salonicco ai Dardanelli la nave cisterna Torcello, diretta in Mar Nero.
Il 2 novembre dello stesso anno la Castelfidardo e la Monzambano lasciarono i Dardanelli per scortare al Pireo la nave cisterna Tampico, proveniente dal Mar Nero con un carico di nafta dalla Romania: alle 13:30 dei quel giorno la nave cisterna uscì dalle acque territoriali della Turchia, scortata dalle due torpediniere. Alle 10:37 del 3 novembre, tuttavia, il sommergibile britannico Proteus colpì la Tampico con un siluro, in posizione 37°53' N e 24°30' E (nel canale di Doro): inizialmente le due torpediniere diedero infruttuosamente la caccia al sommergibile con cariche di profondità, ritenendo, a torto, di averlo affondato, poi diedero assistenza al mercantile. Dato che la Tampico era rimasta a galla e vi era la possibilità di rimorchiarla, la Castelfidardo tentò per due volte di prenderla a rimorchio, dovendo però rinunciare in seguito alla rottura dei cavi. Raggiunta anche dalla torpediniera Cassiopea, inviata di rinforzo, e dal rimorchiatore Ardenza, la Tampico poté arrivare al Pireo all'una di notte del 4 novembre.
Il 6 novembre la Castelfidardo scortò i piroscafi Pasubio e Aprilia dal Pireo a Kavaliani, mentre sei giorni più tardi, insieme alla torpediniera Alcione, scortò la nave cisterna Sanandrea e i piroscafi Artemis Pitta, Pasubio e Pier Luigi da Salonicco a Kalkis via Pireo. Il 19 novembre Castelfidardo, Alcione e Brioni scortarono dal Pireo ad Iraklion le motonavi Città di Agrigento, Città di Savona e Città di Alessandria con truppe e rifornimenti. Il 30 novembre la torpediniera scortò da Salonicco al Pireo l'anziana cisterna Celeno.
Il 10 dicembre la nave scortò dal Pireo a Kavaliani il Pier Luigi, dopo di che, nel corso della stessa giornata, tornò al Pireo e assunse la scorta del piroscafo Fertilia, in navigazione dal Pireo e Rodi con scali a Sira e Lero. Due giorni più tardi la Castelfidardo scortò nuovamente il Fertilia, con 800 tonnellate di carburante, dal Pireo a Sira e quindi a Lero, mentre il 14, insieme a due motovedette tedesche, fu di scorta ai piroscafi Audace, Loreto, Carlo Zeno e Capo Pino, diretti dal Pireo a Kavaliani con truppe e rifornimenti. Il 16 dicembre, infine, la torpediniera scortò il Capo Pino e il Pier Luigi da Kavaliani a Salonicco.

#### 1942
Il 15 gennaio 1942 la Castelfidardo, insieme alla torpediniera Sirio, scortò da Salonicco al Pireo, via Kavaliani, i piroscafi Pier Luigi e Delos e la nave cisterna Giorgio. Il 27 gennaio la nave, insieme alla Sirio, al Barletta e al posamine ausiliario tedesco Drache, scortò dal Pireo a Suda Città di Alessandria, Città di Savona e Santa Fè. Tre giorni più tardi la Castelfidardo e la Sirio furono di scorta ai piroscafi Brundisium e Artemis Pitta in navigazione da Suda al Pireo.
Il 25 febbraio 1942 la nave, insieme alla Monzambano e al Drache, scortò dal Pireo a Suda Città di Agrigento, Città di Alessandria, Città di Savona e Santa Fè: alle 12:15 del giorno seguente, durante la navigazione, il sommergibile britannico Turbulent attaccò il convoglio con il lancio di siluri nel golfo di Suda (una ventina di miglia a nordovest di Suda), ma non colpì alcuna nave, e, dopo aver contrattaccato con il lancio di bombe di profondità, il convoglio giunse a destinazione alle 14:15. Il 2 marzo Castelfidardo, Barletta, Monzambano e Drache scortarono di nuovo da Suda al Pireo gli stessi quattro mercantili, mentre il 6 marzo Castelfidardo e Sirio scortarono dal Pireo ad Iraklion la nave cisterna Elly e il piroscafo Artemis Pitta.
Alle 13 del 28 marzo 1942 la Castelfidardo salpò da Patrasso di scorta, insieme all'incrociatore ausiliario Città di Napoli, al cacciatorpediniere Sebenico e alle torpediniere San Martino, Mosto e Bassini, ad un convoglio composto dai trasporti truppe Galilea, Francesco Crispi, Italia, Viminale, Aventino e Piemonte, diretti a Bari via Brindisi. Piemonte, Crispi, Galilea e Viminale trasportavano reparti della Divisione alpina Julia che rimpatriava dalla Grecia, mentre sull'Italia e sull'Aventino erano imbarcati uomini dei presidi del Dodecaneso che rientravano in licenza. In totale i sei piroscafi trasportavano 8300 uomini. Dopo essere uscito, come normalmente, dal passo di Capo Dukato, il convoglio si dispose in doppia colonna, con il Città di Napoli (caposcorta e capo convoglio) in testa, la Bassini in coda, Mosto e Sebenico sulla dritta e San Martino e Castelfidardo sulla sinistra (tutte le navi della scorta procedevano a zig zag). La colonna di dritta era composta, nell'ordine, da Galilea, Crispi e Italia, quella di sinistra da Viminale, Piemonte e Aventino. Alle 22:45 di quel giorno il sommergibile britannico Proteus silurò il Galilea, 9 miglia a sudovest di Antipaxo.

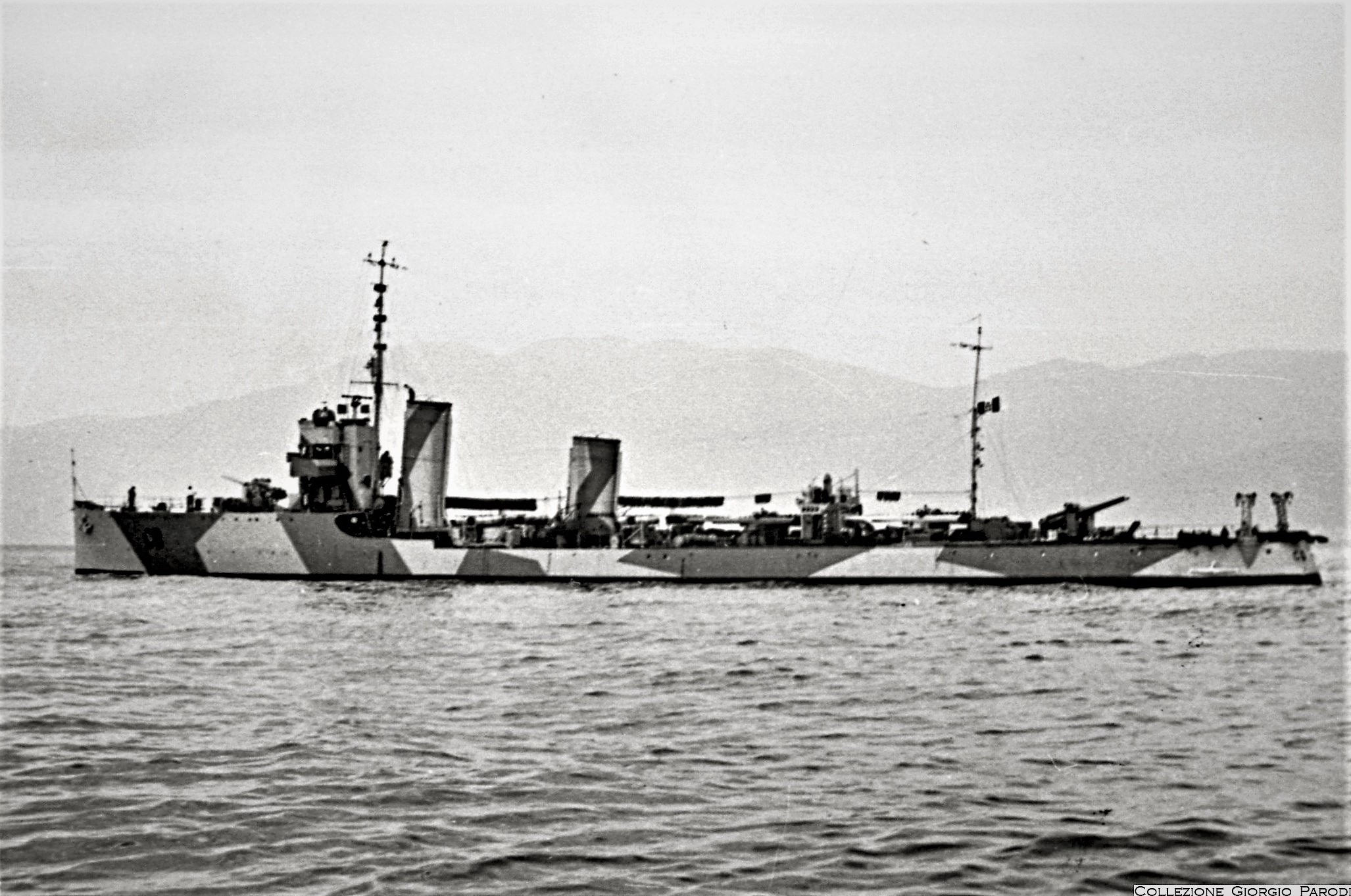
La Castelfidardo a Fiume nel 1942, con colorazione mimetica

Mentre il Galilea, colpito da un siluro a prua sinistra, sbandava sul lato sinistro e rallentava (s'immobilizzò dopo una decina di minuti), le unità di scorta accostarono dal lato esterno della formazione. Prima della partenza era stato disposto che, in caso di siluramento, il resto del convoglio sarebbe proseguito, mentre la Castelfidardo e la Mosto avrebbero fornito assistenza alla nave colpita. Tuttavia il Città di Napoli ripeté l'ordine, con i segnali, solo alla Mosto, e il comandante della Castelfidardo ritenne erroneamente di dover proseguire (e ciò contribuì alle pesanti perdite che seguirono tra gli imbarcati sul Galilea). Mentre il convoglio, compresa la Castelfidardo, riprendeva la navigazione, giungendo a Bari il giorno seguente, solo la Mosto rimase a soccorrere la nave colpita. Dopo una lunga agonia, il Galilea s'inabissò alle 3:50 del 29 marzo in posizione 4°93' N e 20°05' E: nel disastro persero la vita 995 (o 991) uomini, mentre solo 284 poterono essere salvati.
Il 7 ottobre 1942 la torpediniera scortò dal Pireo a Salonicco i piroscafi Adriana e Fougier e la nave cisterna Dora C.. Nella notte tra il 30 e il 31 ottobre la Castelfidardo, insieme ai cacciatorpediniere Antonio Pigafetta, Antonio da Noli e Nicolò Zeno, prese parte alla posa del campo minato «S 72», composto da 388 mine, a nord di Capo Bon.
Tra il 1942 e il 1943 la Castelfidardo venne sottoposta a lavori di modifica, imbarcando una mitragliera binata da 20/65 mm Breda 1935.

#### 1943
Il 27 gennaio 1943 la Castelfidardo scortò da Taranto a Patrasso i piroscafi H. Fisser e Hingeborg. Il 26 marzo la torpediniera scortò da Iraklion a Suda il piroscafo Santa Fè, mentre due giorni dopo fu di scorta al piroscafo Alba Julia dal Pireo ai Dardanelli. Il 31 marzo 1943 la Castelfidardo e la torpediniera Solferino furono di scorta a Città di Alessandria e Città di Savona, in navigazione dal Pireo a Suda.
Il 1º aprile 1943 Castelfidardo e Solferino lasciarono Iraklion per Rodi, scortando il piroscafo Sinfra. Il 22 aprile la Castelfidardo, il Sella e il cacciatorpediniere Euro scortarono dal Pireo a Rodi e motonavi Città di Savona e Donizetti e i piroscafi Re Alessandro e Ardenna. Il 24 aprile le tre navi scortarono gli stessi quattro mercantili di ritorno da Rodi al Pireo.
Il 1º maggio la torpediniera e l'Euro scortarono dal Pireo ad Iraklion il Re Alessandro e l'Ardenna, che due giorni dopo scortarono sulla rotta inversa. Il 4 maggio la Castelfidardo e il Drache scortarono dal Pireo ai Dardanelli le navi cisterna Celeno, Burgas e Balčik. Il 5 maggio la torpediniera venne inviata a rinforzo di un convoglio composto dal piroscafo Alba Julia, in navigazione dai Dardanelli al Pireo, e dal Drache come unità scorta: alle 20:15, infatti, il sommergibile britannico Parthian, in emersione, aveva attaccato il convoglio con l'artiglieria (da bordo del Drache si ritenne anche di aver avvistato scie di siluri diretti contro l'Alba Julia), in posizione 38°20' N e 24°46' E, 7 miglia a nordest di Capo Doro (o Capo Kaphireas), e il Drache l'aveva affrontato in un breve scontro in superficie, obbligandolo ad andarsene, ma riportando danni, morti e feriti, pertanto si era deciso di inviare la Castelfidardo per rinforzare la scorta.
Il 9 maggio Castelfidardo, Solferino e Barletta scortarono la motonave Donizetti, il piroscafo Re Alessandro e la nave cisterna Elli dal Pireo a Rodi, da dove ripartirono per il Pireo due giorni dopo, con l'aggiunta del cacciatorpediniere Turbine a rinforzo della scorta. Il 18 maggio la torpediniera, insieme al cacciatorpediniere Francesco Crispi, scortò da Iraklion a Rodi il Re Alessandro, che due giorni dopo scortò da sola da Rodi al Pireo.
Il 5 giugno la nave, insieme al Turbine, scortò dal Pireo ai Dardanelli la nave cisterna Firus. L'11 giugno 1943 la Castelfidardo, la Monzambano e il cacciatorpediniere Turbine scortarono dal Pireo ai Dardanelli il piroscafo tedesco Whilhelmsburg. Il 26 giugno Castelfidardo, Euro e Calatafimi scortarono dal Pireo a Lero e quindi a Rodi Donizetti, Re Alessandro e Ardenna; due giorni dopo il convoglio rientrò da Rodi al Pireo, scortato dalle stesse navi. Nel maggio-giugno 1943 la torpediniera venne sottoposta ad alcuni lavori al Pireo, ricominciando il servizio di scorta dopo alcune prove di tiro.
Il 3 luglio Castelfidardo e Calatafimi furono di scorta a Donizetti, Re Alessandro e Ardenna nella navigazione dal Pireo ad Iraklion. Il 16 agosto la torpediniera, insieme ad un cacciasommergibili tedesco, scortò da Suda al Pireo i piroscafi Trapani e J. Maerch, e nove giorni più tardi, insieme a Turbine e Crispi, scortò i piroscafi Ardenna, Eolo e Sinfra (ex francese) dal Pireo a Rodi. Il 2 settembre 1943 la Castelfidardo scortò da Corfù a Patrasso la motonave Città di Savona. Pochi giorni dopo la torpediniera lasciò il Pireo insieme ad un'unità tedesca, per scortare a Taranto due piroscafi. Dopo aver attraversato il canale di Corinto e oltrepassata Patrasso, la nave diresse per Corfù, ma ricevette l'ordine di lasciare il convoglio e rientrare al Pireo. Nelle acque di Argostoli la Castelfidardo recuperò, dopo diverse ore di ricerca nel mare molto mosso, i cinque membri dell'equipaggio di un ricognitore precipitato in mare.

#### L'armistizio e la fine
Dopo essersi rifornita al Pireo, la nave raggiunse Creta l'8 settembre 1943, e la proclamazione dell'armistizio la sorprese a Suda, insieme alla Solferino. Alcune ore prima dell'annuncio dell'armistizio la nave si portò nei pressi delle ostruzioni, e dopo alcune ore venne raggiunta da una motolancia tedesca, che recò l'ordine di accostare alla banchina, cosa che la torpediniera fece. Quando, in serata, fu raggiunta dalla notizia dell'armistizio, la nave si trovò impossibilitata a fuggire: il comandante, richiamati a bordo i membri dell'equipaggio in libera uscita, attese che calasse il buio e poi ordinò, contro la volontà di parte dell'equipaggio (e dovendo far uso della propria pistola), di accendere tutte le caldaie per tentare di uscire, ma ogni via di fuga era preclusa, essendo stati chiusi gli sbarramenti. La Castelfidardo e la Solferino erano tenute sotto osservazione da parte dei tedeschi, che le illuminavano con i proiettori, e infine i comandanti delle due torpediniere decisero di arrendersi. La Castelfidardo fu così catturata dalle forze tedesche il 9 settembre 1943.
Gli equipaggi della Castelfidardo e della Solferino, sbarcati dalle rispettive unità e posti sotto sorveglianza armata tedesca, vennero avviati ai campi di prigionia in Germania (alcuni uomini riuscirono tuttavia, prima del trasferimento, a nascondersi o fuggire unendosi ai partigiani greci, e il comandante in seconda della Castelfidardo fuggì su un motoveliero verso la Turchia). Trasferiti sulla terraferma con un piroscafo sovraccarico e poi caricati su camion e treni con l'assicurazione di essere rimpatriti in Italia, gli equipaggi delle torpediniere vennero trasportati attraverso Grecia, Bulgaria (dove altri uomini si diedero alla macchia), Romania, Ungheria e Austria, giungendo infine nel campo di Bad di Sulsa, in Germania. Posta di fronte alla scelta di arruolarsi nella Wehrmacht, restare in campo di concentramento o lavorare nelle fabbriche, la maggior parte del personale scelse la terza opzione. Dopo diversi mesi lo status dei prigionieri venne mutato in quello di lavoranti civili. Alcuni dei prigionieri morirono di stenti o in conseguenza di attacchi aerei. Gli equipaggi delle due unità rimasero in Germania sino alla liberazione da parte delle truppe statunitensi, nel 1945.
Incorporato nella Kriegsmarine, il Castelfidardo fu ribattezzato TA 16, entrando in servizio il 14 novembre (per altre fonti ottobre) 1943 dopo aver subito l'incremento dell'armamento antiaereo. Sul finire del 1943 la nave venne sottoposta a grandi lavori di rimodernamento dell'armamento: vennero sbarcati i tubi lanciasiluri da 450 mm ed imbarcate una mitragliera contraerea pesante Flak 28 da 40/56 mm, quattro mitragliere singole da 20/65 mm C/38 e un'altra singola da 20/65 Mod. 1939 (portando così il totale delle mitragliere da 20 mm a nove). Venne inoltre installato un radar Fu.Mo.28. L'equipaggio aumentò a 134 uomini. A causa della vetustà e del logorio causato dall'intenso servizio, la velocità effettiva della nave non superava ormai i 24 nodi, e l'autonomia le 600 miglia a 12 nodi.
Inquadrata nella 9ª Torpedoboot-Flotille, la nave svolse 56 missioni belliche sotto bandiera tedesca, operando in Mar Egeo al comando dapprima del tenente di vascello Hans Quaet-Falsem (dal novembre 1943 al gennaio 1944) e poi del parigrado Günther Schmidt (dal febbraio 1944 alla perdita, avvenuta in giugno).
Secondo alcune fonti la nave, nel novembre 1943, intercettò e catturò, vicino alla costa della Turchia, un motoscafo ambulanza proveniente da Lero, appena caduta, con a bordo numerosi militari italiani della Regia Aeronautica (il capitano Preti, comandante dell'aeroporto di Lero, altri tre capitani, tre tenenti tra cui il tenente pilota Antonio Traiano, e 10 avieri) che lasciavano l'isola occupata dai tedeschi.
Nella mattinata dell'8 febbraio 1944 la TA 16 lasciò Rodi di scorta, insieme alle torpediniere TA 17 (ex Solferino) e TA 19 (ex Calatafimi), al piroscafo Oria in navigazione da Rodi al Pireo carico di 4233 prigionieri italiani. Durante la giornata le condizioni meteomarine andarono peggiorando, pertanto il convoglio si fermò in serata a Portolago (Lero), dove si trattennero per tutta la giornata del 9 febbraio, per ripartire alle 8:00 del 10 febbraio. Lasciata Lero, il convoglio tornò a Rodi, dove, giunte le navi alle 7:00 dell'11, l'Oria sbarcò alcuni prigionieri, poi, le quattro unità ripartirono per il Pireo (l'Oria aveva a bordo tra i 4033 e i 4115 prigionieri) ma, a partire dalle 22:30 dello stesso giorno, il tempo ricominciò a peggiorare, con vento da sud-sud-ovest forza 7 e mare forza 5, ostacolando la navigazione: alle 6:12 del 12 febbraio il convoglio giunse al largo di Amorgos e avvistò i velivoli della scorta aerea, ma il vento era montato sino a forza 9-10 con corrispondente mare al traverso, creando seri problemi anche alle vecchie torpediniere della scorta. Nel pomeriggio il convoglio attraversò lo stretto tra le isole di Serifos e Kythnos. Intorno alle 18:00, al largo di Capo Sounion, furono lanciati razzi illuminanti, che rivelarono la vicinanza alla costa: le navi tentarono di evitare l'isoletta antistante, Nisis Patroklou, ma alle 18:45 l'Oria si incagliò su di una scogliera e affondò. La violenza della tempesta impedì ogni tentativo di aiuto da parte delle torpediniere: la TA 19, danneggiata nella zona poppiera, dovette allontanarsi per prima, e poco dopo anche la TA 16 e la TA 17 dovettero rinunciare ai soccorsi e dirigere per il Pireo, dove arrivarono intorno a mezzanotte. I morti furono oltre 4.000.
Il 3 marzo 1944 la TA 16, insieme alla TA 15 (ex Crispi) e alla TA 19 (ex Calatafimi), si scontrò, nelle acque di Rodi, con le motosiluranti britanniche MTB 307 e MTB 315: la scaramuccia si concluse con un nulla di fatto.
Il 31 maggio 1944 la TA 16, durante una missione di scorta ad un importante convoglio di rifornimenti, fu gravemente danneggiata da aerei britannici Bristol Beaufighter, Martin 187 Baltimore e Martin B-26 Marauder, perdendo la prua e subendo la distruzione quasi totale delle sovrastrutture: con gravi allagamenti, la nave dovette essere rimorchiata ad Candia). Qui, il 2 (o il 1°) giugno 1944, la torpediniera fu nuovamente colpita durante un attacco aereo e, investita anche dall'esplosione del piroscafo Gertrud, colpito a sua volta (per altre fonti l'esplosione del Gertrud fu l'unica causa dell'affondamento della TA 16), affondò su bassifondali in posizione 35°20' N e 25°10' E. Vi furono tre vittime tra l'equipaggio. Il relitto, recuperato il 16 giugno 1944, fu giudicato inutilizzabile per i troppi danni e venne pertanto abbandonato e poi smantellato.